# Bataille de Hühnerwasser
Guerre austro-prussienne
Batailles
- front austro-prussien

- Hühnerwasser
- Podol
- Trautenau
- Nachod
- Langensalza
- Oswiecim
- Münchengrätz
- Soor
- Skalitz
- Gitschin
- Königinhof
- Schweinschædel
- Sadowa (Königgrätz)
- Dermbach
- Kissingen
- Aschaffenbourg
- Hundheim
- Blumenau
- Tauberbischofsheim
- Werbach
- Helmstadt/Uettingen
- Gerchsheim
- Uettingen/Roßbrunn/Hettstadt

- front austro-italien

- Custoza
- Val Vestino
- Cimego
- Pieve di Ledro
- Monte Nota
- Monte Suello
- Lissa
- Bezzecca
- Primolano
- Borgo
- Cimego
- Levico
- Versa

La bataille de Hühnerwasser, survenue le 26 juin 1866, fut le premier engagement de la guerre austro-prussienne. Il se conclut par une victoire prussienne.

## Mouvement des deux armées
L’armée de l'Elbe, forte de 46 000 hommes commandés par le général von Bittenfeld, était partie de Torgau et venait de traverser la Saxe sans combat lorsque, passant par Dresde, elle atteignit la frontière de Bohême le 18 juin. Le 23 juin, parallèlement à la Ire armée prussienne, elle fit mouvement vers Waltersdorf et Šluknov par longues colonnes sans rencontrer de résistance au passage des cols de Bohême.
Le commandant autrichien du front nord, le général von Benedek, avait prévu initialement de fixer simplement les deux armées prussiennes en Bohême, pour pousser avec le reste de l'Armée du Nord autrichienne depuis Olmütz jusqu'à Gitschin, et seulement ensuite d'engager les généraux Bittenfeld et Frédéric-Charles au combat avant que la 2e armée du prince-héritier de Prusse puisse intervenir. Mais contre son plan, le chef d'État-Major autrichien Clam-Gallas donna l'ordre le 26 juin vers 15 heures aux armées austro-saxonnes stationnées au nord-ouest de tenir à tout prix la ligne de l’Iser. Le général Clam-Gallas et le prince Albert de Saxe, commandant le gros de l'armée, se tenaient quant à eux près de Münchengrätz, environ 10 km à l'est de Hühnerwasser.
Pour faire barrage à l'Armée de l'Elbe, le général Leopold Gondrecourt (de) se porta sur Hühnerwasser avec environ 1 500 hommes, à savoir un régiment de chasseurs de Slovaquie et un bataillon d'infanterie de ligne composite formé de recrues roumaines et hongroises. Les troupes de l'Armée de l'Elbe stationnées à cet endroit, deux bataillons de la 31e brigade, n'avaient pris aucun jour de repos depuis leur départ de Dresde le 20 juin, et étaient à bout de forces.

## Le combat
Les Autrichiens purent prendre position dans l'épaisse forêt voisine de l'endroit ; mais vers 18h00 ils tombèrent sur une compagnie prussienne qui se reposait en lisière du bois. Les Prussiens ouvrirent immédiatement le feu, donnant l'alarme pour les autres compagnies de leur formation, qui se joignirent immédiatement au combat. Les Prussiens combattaient ainsi en désordre, plutôt comme des tirailleurs, en tâchant de cerner les abords de la forêt. Gondrecourt fit mettre en ligne ses troupes sur la route de Münchengrätz, fit tirer une triple salve puis donna l'ordre de charger à la baïonnette. À ce moment, il n'y avait qu'à peu près quatre compagnies prussiennes en ordre de combat. Dès les premières salves des Prussiens, les Autrichiens commencèrent à se débander et leurs officiers tentaient à grand-peine de ramener les fuyards. À la deuxième salve, tirée à 300 m de distance, les premières désertions apparurent dans le camp autrichien. Alors que le général Gondrecourt faisait monter ses compagnies de réserve par colonnes vers le front, il constata que de nouvelles unités prussiennes rejoignaient Hühnerwasser au pas de course. Compte tenu de l'arrivée des renforts ennemis et des pertes déjà essuyées aux premiers coups de feu, il rompit le combat et donna l'ordre de repli sur Münchengrätz.
Ce combat avait montré que, non seulement les Prussiens disposaient d'une cadence de feu élevée, mais qu'en outre leurs tirs étaient très précis même à plusieurs centaines de mètres. Lorsque les Autrichiens durent se replier, les Prussiens n'avaient pas encore donné l'ordre de tir à volonté, qui aurait encore augmenté la cadence de tir.
Par ailleurs, il était clair que l'infanterie prussienne ne s'embarrassait pas de manœuvres d'ensemble lorsque les armées étaient au contact, mais qu'elle s'appuyait sur l'autonomie de petites unités très mobiles, ce qui lui permettait de renforcer très rapidement ses premières lignes. C'est l'une des raisons pour lesquelles il est presque impossible de chiffrer exactement l'effectif qu'ils avaient engagé au cours de ce combat.

## Conséquences
Dans ce bref combat, les Prussiens ont perdu au total 4 officiers et 46 soldats, blessés ou tués ; les Autrichiens, 13 officiers et 264 soldats, blessés ou faits prisonniers ; les autorités prussiennes ont annoncé la capture de 50 ennemis. Pour l'époque, un taux de 20 % de pertes sur le total des forces engagées est sans doute exagéré. Le 27 juin, l'armée de l'Elbe pouvait opérer sa jonction avec la Ire Armée, qui venait simultanément de forcer le passage de l’Iser à Turnau et Podol. Elle remportera le 28 juin la bataille de Münchengrätz.